# Hatulai (Ort)
Hatulai ist ein osttimoresischer Ort im Suco Hoholau (Verwaltungsamt Aileu, Gemeinde Aileu).

## Geographie und Einrichtungen
Das Dorf Hatulai liegt im Osten der Aldeia Hatulai auf 1455 m, westlich eines Berges, der 1608 m hoch ist. Die Häuser gruppieren sich entlang einer Straße, die die Aldeia durchquert. Im Norden erreicht man die anderen Dörfer des Sucos Hoholau, im Osten die Dörfer in der Aldeia Quirilelo (Suco Liurai). Eine kleine Straße verbindet verstreute Häuser im Süden und Westen der Aldeia Hatulai mit dem Dorf.
Im Süden des Ortes liegt die Grundschule Hatulai.